# Honor Play
Honor Play — смартфон компанії Huawei під брендом Honor, анонсований у липні 2018 року.
На виставці IFA-2018 відмічений дев'ятьма нагородами та названий "Найкращим на IFA-2018".
Honor Play позиціюється як ігровий смартфон. В цій моделі застосовується технологія GPU Turbo, яка дозволяє збільшити продуктивність процесора на 60% та таким чином знижувати енергоспоживання під час гри - активізується в режимі Game Suite.

## Зовнішній вигляд
Передня поверхня корпусу Honor Play виконана зі скла. 
Задня панель металева з матовим покриттям та лініями антен, що вигравіювані на верхній та нижній гранях.
В Україні продається у 2 кольорах: чорний (Midnight Black) та ультрафіолетовий (Violet).

## Апаратне забезпечення
Honor Play побудований на базі Hisilicon Kirin 970. Включає 4 ядра Cortex A73 по 2.4 ГГц і 4 ядра Cortex-A53 по 1.8 ГГц. Графічний процесор Mali-G72.
Об'єм внутрішньої пам'яті складає 64 Гб, оперативна  пам'ять — 4 ГБ. Існує можливість розширення пам'яті шляхом застосування microSD до 256 ГБ.
Телефон отримав Full HD+ екран діагоналлю 6.3 дюйма з розділовою здатністю 1080x2340 пікселів. 
Щільність пікселів  — 409 ppi. Співвідношення сторін  — 19,5:9. Захист  — Corning Gorilla Glass.
Два модулі основної камери  — 16 та 2 Мп (f/2.2, фокусна відстань 27 мм) з LED спалахом та автофокусом. 
Фронтальна камера  — 16 Мп (f/2.0, фокусна відстань 27 мм).
Незнімний акумулятор місткістю 3750 мА/г, підтримує функцію швидкісного заряджання Huawei Quick Charge 9 В / 2 А (65 % за 30 хвилини).

## Програмне забезпечення
Honor Play працює на базі операційної системи Android 8.1 (Oreo) з графічною оболонкою EMUI 8.2.
Передача даних: GSM, HSDPA, LTE.
Інтерфейси: Wi-Fi a/b/g/n/ac DualBand, Bluetooth 4.2 BLE, aptX/aptXHD/LHCD, NFC, USB 2.0.
Смартфон отримав такі сенсори: датчик наближення, датчик освітленості, цифровий компас, акселерометр, гіроскоп, сканер відбитків пальців, розблокування за обличчям.
Стартова ціна в Україні - 9999 грн. 
Ціна в магазинах України  в жовтні 2020 року — від 4139 грн.